# Щ-207
«Щ-207» — советская дизель-электрическая торпедная подводная лодка времён Второй мировой войны, принадлежит к серии V-бис-2 проекта Щ — «Щука». До 1934 года носила имя «Касатка».

## История строительства
Лодка была заложена 5 января 1934 года на заводе № 200 «имени 61 коммунара» в Николаеве, заводской номер 1029, спущена на воду 25 марта 1935 года, 14 августа 1936 года вступила в строй, 1 октября 1936 года вошла в состав Черноморского флота.

## История службы
На 22 июня 1941 года «Касатка» проходила средний ремонт на «Севморзаводе». 10 августа 1941 года лодка вышла в район мыса Зейтин-бурун на своё первое боевое дежурство. 30 августа Щ-207 вернулась на базу, так и не встретив противника. В первую торпедную атаку лодка вышла только в восьмом походе. За всё время успехов не достигла. 21 мая 1943 года Щ-207 встала на капитальный ремонт и участия в войне больше не принимала.
- 16 июня 1949 года переименована в С-207.
- 11 сентября 1954 года исключена из состава флота, разоружена, начато переоборудование в плавучий кабинет боевой подготовки.
- 6 октября 1956 года переименована в КБП-43.
- 12 января 1957 года переформирована в учебно-тренировочную станцию, переименована в УТС-36.
- 16 июля 1957 года исключена из списка судов ВМФ и передана на полигон ВВС на Каспийском море для использования в боевых упражнениях в качестве мишени.

### Боевые походы
- 22 октября-9 ноября 1941
- 3-11 декабря 1941
- 24 декабря 1941 - 12 января 1942
- 14 февраля-5 марта 1942
- 3-22 мая 1942
- 16 июля-4 августа 1942
- 29 августа-19 сентября 1942
- 21 октября-5 ноября 1942
- 31 декабря 1942 - 20 января 1943
- 31 марта-20 апреля 1943

## Командиры
- Февраль 1938 — март 1939: И.Ф. Фартушный.
- Март — октябрь 1939: Л. П. Хияйнен (3.1939-10.1939)[1].
- Октябрь 1939 — 27 марта 1944: старший лейтенант, капитан 3-го ранга, Николай Алексеевич Панов.
- С 12 апреля 1944: капитан-лейтенант Василий Васильевич Стеценко.